# County Armagh
County Armagh (Iers: Ard Mhacha) is een graafschap in Ierland, in de vroegere provincie Ulster. Het is een van de zes graafschappen van Noord-Ierland. Het graafschap staat ook bekend als de boomgaard van Ierland, omdat het land zo vruchtbaar is. Armagh is de hoofdstad van het graafschap.
Sint-Patrick, de beschermheilige van Ierland, heeft in het graafschap zijn eerste stenen kerk gebouwd. Het graafschap was ook de zetel van de Opperkoning van Ulster, en heeft een lange christelijke geschiedenis.
Armagh wordt ook wel het "Rebellengraafschap" genoemd, omdat het ten tijde van de burgeroorlog in het noorden van Ierland een bolwerk was van de IRA. Nog steeds zijn de meeste inwoners van Armagh fervente voorstanders van de hereniging van het eiland.

## Plaatsen in County Armagh
- Armagh
- Keady
- Lurgan
- Newry
- Portadown

## Bezienswaardigheden
- Ballykeel Dolmen and Cairn